# Brenzett
Brenzett (engelskt uttal: [ˈbrɛnzɪt]) är en ort och civil parish i grevskapet Kent i sydöstra England. Orten ligger i distriktet Folkestone and Hythe på Romney Marsh, cirka 7 kilometer nordväst om New Romney. Civil parishen hade 440 invånare vid folkräkningen år 2021.